# Ammar al-Qurabi
Dr Ammar al-Qurabi ou Qourabi (en arabe : عمار القربي, né le 21 août 1970) est un militant syrien des droits de l'homme et directeur exécutif de l'Organisation nationale des droits de l'homme en Syrie depuis avril 2006. Il est élu en avril 2011 membre du Conseil d'administration de l'Organisation arabe des droits de l'homme en Syrie. 

## Biographie
Né en Algérie de parents syriens originaires d'Ariha, près d'Alep, Ammar al-Qurabi suit une formation de dentiste à l'Université d'Alep. De 1985 à 1999, Qurabi est membre du Parti socialiste arabe, parti interdit, et est secrétaire de la branche d'Alep du parti de 1989 jusqu'à sa démission du parti en 1999. 
Outre l'établissement de l'Organisation arabe des droits de l'homme en Syrie Qurabi travaille avec le Comité syrien des droits de l'homme la Commission arabe des droits de l'homme et Human Rights Watch. Il est membre fondateur et porte-parole officiel de l'Organisation arabe des droits de l'homme en Syrie de 2004 jusqu'à son arrestation par le régime et son interdiction de voyager, en 2006. Il dirige la Commission arabe des droits de l'homme à Paris et suit quatre sessions du procès des Frères musulmans en Égypte entre août et septembre 2007. 
Qurabi assiste à la troisième session du lancement du Réseau arabe d'information sur les droits de l'homme en août 2007. Il participe à la présentation d'un rapport sur les conditions de détention en Syrie à l'Organisation arabe pour la réforme pénale, lors d'une conférence à Charm el-Cheikh, en Égypte, le 6 juin 2007. Il est membre d'une mission d'enquête arabe à Gaza en février 2009,. 
Qurabi publie de nombreux articles sur les questions des droits de l'homme (libertés civiles, liberté, droits sociaux et économiques, discrimination fondée sur le sexe, enfants, travailleurs migrants, corruption politique, torture et abus dans le système de justice pénale), documentant les abus et attirant l'attention sur les violations des droits de l'homme en Syrie. 

## Rôle dans le soulèvement syrien de 2011
Le Dr Ammar al-Qurabi joue un rôle de premier plan dans la mise en évidence des violations des droits de l'homme par les autorités syriennes lors du soulèvement syrien de 2011. Son Organisation nationale pour les droits de l'homme en Syrie est le principal organisateur et bailleur de fonds de la Conférence d'Antalya pour le changement en Syrie en juin 2011,à laquelle al-Qurabi assiste qu'en tant qu'observateur.  
Commentateur fréquent dans les médias arabophones,, al-Qurabi attire l'attention internationale sur la détérioration de la situation des droits humains en Syrie en décrivant la censure des médias, le harcèlement et la détention de journalistes et blogueurs, l'arrestation de militants politiques et de militants des droits humains, et la violence contre les manifestants et les dissidents politiques,,. 
Par l'intermédiaire de l'Organisation nationale des droits de l'homme en Syrie al-Qurabi vérifie et documente des informations faisant état de tortures, de mauvais traitements, de disparitions forcées, d'arrestations arbitraires et de détentions illégales. Il critique le manque d'indépendance judiciaire et les procédures arbitraires qui entraînent des violations systématiques du droit à un procès équitable. Il décrie l'appareil de sécurité de la Syrie, qui continue de détenir des personnes sans mandat d'arrêt et refuse fréquemment de révéler où elles se trouvent pendant des semaines, parfois des mois - en réalité, les fait disparaître de force. Il attire l'attention sur les conditions de santé et d'hygiène inférieures aux normes des prisons syriennes, décrit et documente les méthodes de torture et de mauvais traitements infligés aux détenus, dont : utilisation de chocs électriques, arrachage des ongles, brûlure des organes génitaux, coups, parfois pendant que la victime est suspendue au plafond, aspersion des victimes d'eau glacée avec coups dans des pièces très froides, hyper-extension de la colonne vertébrale, et pli des détenus dans un pneu et fouet des parties du corps exposées. 

## Arrestations et interdictions
- 20 août 2003 : arrêté à Alep et condamné par une cour de sûreté de l'État à trois mois de prison pour avoir créé et dirigé un comité d'information de soutien à 14 prisonniers politiques faisant face à un procès devant un tribunal militaire. L'arrestation intervient après l'établissement du forum pour le dialogue et l'activité démocratique au sein du Comité national d'action et de la ville d'Alep pour participer à des sit-in et à des manifestations demandant la démocratie et les libertés civiles. Il ne purge pas toute sa peine, car il bénéficie d'une grâce présidentielle générale. 
- 7 mars 2006 : interdiction de voyager prononcée en vertu de l'article 279 du mémorandum 255 sur la sécurité extérieure et la sécurité du Département de la sécurité d'État . 
- 12 mars 2006 : arrestation par les forces de sécurité syriennes à l'aéroport international de Damas, alors qu'il revient de deux conférences sur les droits de l'homme et les réformes démocratiques en Syrie, qui se sont tenues à Paris et à Washington DC, il est ensuite conduit à la « branche Palestine » des services de renseignements militaires, à Damas, un lieu connu pour ses conditions de détention extrêmement dures. Le mandat d'arrêt est émis par le département de la Sûreté de l’État "section 255 " sécurité extérieure "section 279" Palestine section "235" des renseignements militaires. Il est libéré le 16 mars 2006 après une détention de quatre jours à l'isolement dans la « branche Palestine » des services de renseignement militaire,,. 
- 9 avril 2007 : détention pendant deux jours par la sécurité d'État après son élection à la tête de l'Organisation nationale des droits de l'homme. 
- 19 novembre 2007 : les autorités syriennes ont empêchent le Dr Ammar Qurabi de voyager alors qu'il tente de se rendre en Jordanie pour participer à un séminaire intitulé « Le rôle des organisations de la société civile dans la réforme politique dans le monde arabe », organisé par le Centre Amman pour l'étude des droits humains pour l'Institut Aspen de Berlin, sur la base de deux notes de deux appareils de sécurité différents datées du 7 mars 2006 et du 5 avril 2006, sans fournir aucune explication pour cette décision. 

## Affiliations
- Organisation arabe des droits de l'homme en Syrie (AOHRS) 
- Forum du dialogue démocratique  
- Comité international de dialogue arabo-kurde en Syrie  
- Centre de Damas pour les études théoriques et stratégiques  
- Conseil d'administration de l'Association dentaire syrienne (2002-2006)  
- Organisation Arabe de la défense de la presse (Allemagne)  
- Écrivains arabes unis sur Internet  
- Club social arabe (Le Caire, Égypte)  
- Comité national de travail à Alep  
- Organisation arabe des droits de l'homme au Caire  
- Coalition arabe pour la Cour pénale internationale
- Secrétariat exécutif de la Coalition arabe pour le Darfour
- Fédération euro-méditerranéenne contre les disparitions forcées (FEDEM)
- Coalition internationale pour la Cour pénale internationale
- Forum des organisations non gouvernementales parallèle au Future Forum (Rabat 2004 - Bahreïn 2005 Oman 2006 - Yémen 2007 - Émirats arabes unis, 2008)  
- Damascus Center for Human Rights Studies
- Karma Organization for Defending Asian Workers Rights  
- Membre de la Coalition syrienne pour la prévention des exécutions  
- Coordinateur du Forum syrien pour les ONG en Syrie 
- Membre du Centre Huriyat (Syrie) depuis 2005 